# Cajanus acutifolius
Cajanus acutifolius är en ärtväxtart som först beskrevs av Ferdinand von Mueller, och fick sitt nu gällande namn av Laurentius Josephus Gerardus Jos van der Maesen. Cajanus acutifolius ingår i släktet Cajanus och familjen ärtväxter. Inga underarter finns listade i Catalogue of Life.